# Pensione di anzianità
La pensione di anzianità, nell'ordinamento italiano, è una delle prestazioni previdenziali garantite ai sensi dell'art. 38 della Costituzione ai lavoratori.
È un servizio pubblico assistenziale fornito dallo Stato attraverso enti pubblici o istituti come l'INPS o le casse professionali detti anche "previdenza di primo pilastro" ai quali per legge è obbligatoria l'iscrizione e la contribuzione.
La pensione di anzianità è corrisposta dagli enti pubblici al raggiungimento del requisito di anzianità contributiva (numero minimo di anni di contribuzione) e sotto i requisiti di legge vigenti al momento in cui maturano i diritti.
Ogni istituto previdenziale ha diverse regole per corrispondere la pensione di anzianità.

## Quadro generale
Lo Stato italiano gestisce la previdenza e l'assistenza sociale attraverso enti e istituti finanziati con l'imposizione fiscale (contributi sociali) gestiti finanziariamente con il sistema della gestione a ripartizione.
Le prestazioni previdenziali non sono coperte da un patrimonio di previdenza come nel caso della previdenza complementare, pertanto esse sono corrisposte secondo le regole che garantiscono l'equilibrio dei conti pubblici e la sostenibilità fiscale del sistema pensionistico pubblico italiano.
Quando le regole vigenti non sono sostenibili finanziariamente dallo Stato viene approvata una riforma previdenziale.

## La riforma previdenziale Dini del 1995

### La pensione di anzianità per gli iscritti INPS
Secondo la riforma Dini del 1995, in vigore fino al 31/12/2011, i requisiti previsti per i lavoratori dipendenti iscritti all'A.G.O. (Assicurazione Generale Obbligatoria) erano:
- 35 anni di contribuzione e 60 anni di età anagrafica, o alternativamente
- 40 anni di contribuzione prescindendo dall'età del richiedente.

I requisiti previsti per gli iscritti ai fondi speciali come artigiani, commercianti, coltivatori diretti coloni e mezzadri erano:
- 35 anni di contribuzione e 61 anni di età anagrafica, o alternativamente
- 40 anni di contribuzione prescindendo dall'età del richiedente.

È bene ricordare che rientrano nel calcolo della contribuzione anche le indennità per malattia ovvero disoccupazione (tranne che per il requisito dei 35+57 e 35+58 anni) fatto salvo per alcune indennità particolari (come ad esempio la disoccupazione speciale per i braccianti agricoli). Per i lavoratori dipendenti l'accoglimento della domanda di pensione di anzianità è subordinata alla cessazione dell'attività lavorativa.
Tale tipo di prestazione verrà a scomparire a mano a mano che i lavoratori iscritti al vecchio sistema retributivo verranno sostituiti da coloro che risultano iscritti al nuovo sistema contributivo sancito dalla legge n. 335/1995, la cosiddetta riforma Dini.

## La riforma delle pensioni Fornero del 2012

### Eliminazione della pensione di anzianità per gli iscritti INPS
Dal 1º gennaio 2012 la pensione di anzianità è stata abrogata, v. comma 3 della riforma delle pensioni Fornero. Essa è stata sostituita dalla pensione anticipata, per la quale nel 2018 occorrono 42 anni e 10 mesi di contributi per gli uomini e 41 anni e 10 mesi di contributi per le donne. Nel 2019 i requisiti di contribuzione per la pensione anticipata saranno 43 anni e 2 mesi per gli uomini, 42 anni e 2 mesi per le donne.

### Pensione di anzianità degli iscritti alle Casse professionali
Le casse professionali nel corso del 2012 sono state soggette a una verifica della stabilità finanziaria nel lungo termine. Alcune, che non potevano dimostrare la stabilità finanziaria con le regole di gestione vigenti, hanno approvato una riforma previdenziale propria.
Ai sensi dell'art. 24, comma 24 del D.L. n. 201/2011 "Salva Italia", la stabilità doveva essere dimostrata con la redazione di un bilancio tecnico attuariale che dimostrava la positività del saldo previdenziale a 50 anni.

## Gli elevati costi della pensione di anzianità per il sistema pensionistico obbligatorio
Nel sistema pensionistico obbligatorio italiano, la pensione di anzianità è finanziata grazie alla solidarietà intragenerazionale e alla solidarietà intergenerazionale.
Ciò significa che per avvantaggiare alcuni con la spoliazione legale, si pone a carico della collettività i costi.
Dopo l'eliminazione della pensione di anzianità con la riforma delle pensioni Fornero, nel 2014 la Lega Nord ha indetto un referendum abrogativo della legge che, se approvato, porterebbe alla riesumazione della pensione di anzianità.
Contro tale proposta si è espresso Giuliano Cazzola denunciando che tale istituto è a vantaggio della popolazione del nord Italia. Al contrario, l'esponente della Lega e sottosegretario al Ministero del Lavoro Claudio Durigon ha affermato in un'intervista  di avere come obiettivo la quota 41 dopo quota 100.

### Leggi
- Costituzione della Repubblica Italiana
- Decreto legislativo 30 giugno 1994, n. 509, in materia di "Attuazione della delega conferita dall'art. 1, comma 32, della legge 24 dicembre 1993, n. 537, in materia di trasformazione in persone giuridiche private di enti gestori di forme obbligatorie di previdenza e assistenza."
- Decreto legislativo 10 febbraio 1996, n. 103, in materia di "Attuazione della delega conferita dall'art. 2, comma 25, della legge 8 agosto 1995, n. 335, in materia di tutela previdenziale obbligatoria dei soggetti che svolgono attività autonoma di libera professione."
- Legge 8 agosto 1995, n. 335, in materia di "Riforma del sistema pensionistico obbligatorio e complementare."
- Ministero del lavoro e della previdenza sociale - Decreto 29 novembre 2007 (PDF)[collegamento interrotto].
- Decreto-legge 2 dicembre 2011, n. 201, articolo 24, in materia di "Disposizioni urgenti per la crescita, l'equita' e il consolidamento dei conti pubblici."

### News
- Giuliano Cazzola in Brunetta al traino della lega: abolire la legge Fornero realizzerebbe le aspirazioni dei padani di ripristinare le PENSIONI DI ANZIANITA’, Italia Oggi 25 luglio 2014, in Libero.it. URL consultato il 28 luglio 2014.